# Édouard Joubert
Pour les articles homonymes, voir Joubert.
Ne doit pas être confondu avec Édouard Goubert.
Amédée Bernard Édouard Joubert, né le 20 mars 1907 à Aurillac où il est mort le 28 mai 1991, est un chanoine, historien régionaliste auvergnat et journaliste à La Voix du Cantal. Il fut curé de Vic-sur-Cère et membre de la Société de la Haute-Auvergne.

## Biographie
Édouard Joubert est le fils de Jean Joubert, né à Thiers, mécanicien, et de Jeanne Marie Bories, sans profession.

## Publications
Il a publié un très grand nombre d'articles et d'essais historiques sur la Haute-Auvergne, en particulier sur les anciens monastères et les églises :
- 1934 : Saint Géraud, fondateur d'Aurillac Préface de Louis Farges. Dessin de M. Brunhes, Aurillac, Brousse, 53 p.
- 1937 : Gerbert, Sylvestre II. Premier pape français, Aurillac, 61 p.
- 1940 : Catinon Menette. Une originale et rude figure auvergnate., Aurillac, Éditions Gerbert, 23 p.
- 1951 : Le Monastère de la Visitation d’Aurillac, Aurillac, Éditions Gerbert, 168 p.
- 1960 : La Vie à Aurillac au XVIIIe siècle, Aurillac, Brousse, 19 p.
- 1960 : À travers l'histoire de Carlat,
- 1964 : Notre-Dame aux Neiges d'Aurillac. 1802-1964, Aurillac, Imprimerie Poirier Bottereau, 134 p.
- 1965 : Vieilles Maisons et Vieux Papiers de la vallée de la Cère
- 1966 : La Colline inspirée d'Aurillac. L'abbaye bénédictine de Saint-Jean du Buis. 1289-1792, Aurillac, Imprimerie moderne, 45 p.
- 1967 : Églises et Vieilles Demeures du Carladez vicois, Aurillac, Imprimerie moderne, 173 p.
- 1968 : Saint Géraud d'Aurillac, préface d'Abel Beaufrère, Aurillac, Imprimerie Gerbert, 126 p.
- 1968 : Les Vieilles Pierres de la Châtaigneraie, 1re série, 2e série, Aurillac, Imprimerie moderne.
- 1970 : Le Père Murat. 1786-1869, Aurillac, Imprimerie moderne, 110 p.
- 1972 : Scènes de la Révolution dans le Cantal, Aurillac, Imprimerie moderne, 1972
- 1976 : Le Chapitre Saint-Géraud d'Aurillac. 1561-1790,
- 1980 : Le Chapitre de Murat et le Couvent de Saint Gal, RHA, 1980, p. 489-496.
- 1982 : Quelques Anciennes Bibliothèques de Haute Auvergne, RHA tome 48, p. 471-487.
- 1983 : Les Guerres de religion à Aurillac, RHA tome 49, p. 356.
- 1983 : Le Collège d'Aurillac, RHA tome 49, p. 25-43
- 1984 : Les Guerres de religion à Aurillac (1569-1610), 2 volumes, Aurillac
- 1987 : La Vallée de la Cère et le Carladez vicois, Aurillac, Imprimerie Gerbert, 334 p.
- sd : Le Monastère sous les eaux
- sd : Mgr Joubert, évêque de Saint-Flour, 1765-1825, nommé par Napoléon et récusé par le pape